# Natasha Poly
Natasha Poly, właśc. Natalja Siergiejewna Polewszczikowa (ros. Наталья Сергеевна Полевщикова, ur. 12 lipca 1985 w Permie) – rosyjska modelka.  
Rozpoczęła prace modelki w 2000 roku. Po wygraniu konkursu organizowanego przez agencję modelek w Moskwie po raz pierwszy przeszła po wybiegu w 2004 roku na pokazie Emanuela Ungaro.  
Modelka brała udział w pokazach takich projektantów jak: Dolce & Gabbana, Alberta Ferretti, Calvin Klein, Missoni, Óscar de la Renta, Ralph Lauren, Sonia Rykiel, Vera Wang, Pucci, Balenciaga, Chloe, Chanel, Gucci oraz wiele innych. Brała udział w sesjach fotograficznych dla Vogue, Numero, V Magazine, LOVE Magazine, I-D, MUSE Magazine. Występowała w kampaniach reklamowych m.in. H&M, Gucci, Blumarine, Givenchy, Nina Ricci, Jil Sander, Calvin Klein, Roberto Cavalli, MaxMara, Jimmy Choo, Nine West, Sonia Rykiel, Balmain, Lanvin, Missoni, Louis Vuitton.
Francuski Vogue zaliczył ją do grona 30 najlepszych modelek lat 2000. 